# كأس باربادوس
كأس باربادوس لكرة القدم هو واحد من أفضل البطولات تحديا في كرة القدم في باربادو . يدير شوؤنه اتحاد كرة القدم في بربادوس . نشئ عام 1910 و هو يعمل منذ ذلك الحين.